# Grande Alliance nationale
La Grande Alliance nationale (en espagnol : Gran Alianza Nacional, GANA) est une coalition politique guatémaltèque devenue un parti politique.

## Historique
Fondée en 2002, la Grande Alliance nationale apparaît dans le processus électoral de 2003 au Guatemala comme une coalition de partis politiques regroupant le Parti patriotique, le Parti de la Solidarité nationale et le Mouvement réformiste. Ces trois formations politiques soutiennent la candidature présidentielle d'Óscar Berger, après le schisme survenu dans les rangs des partis traditionnels de droite, dont le PAN, qui est à l'origine de la candidature d'Óscar Berger et de la coalition GANA. Celle-ci revendique la victoire aux élections et gagne un grand nombre de sièges parlementaires.
Aux élections générales de 2007, la GANA, après avoir remporté 37 sièges, est le seul parti politique dans l'histoire démocratique du Guatemala, qui après avoir participé au gouvernement, a renforcé sa présence au Congrès. Cependant, en raison des divergences entre certains membres réélus et certains nouveaux arrivants, lors d'un vote controversé sur l'indemnisation des membres du Congrès, le GANA tombe à 24 parlementaires, devenant le troisième parti du Congrès en nombre de sièges.